# Karduspapir
Karduspapir er en type groft og tykt papir, der som regel er brunt eller gråt.
Kardus bruges til indpakning og afdækning samt af kunstnere til tegninger og malerier.